# 羅保博士街
羅保博士街（葡萄牙語：Rua do Dr. Pedro José Lobo）是澳門的一條街道，位於澳門半島大堂區中部之西北、南灣的東北邊，西南端由蘇亞利斯博士大馬路起，沿途交有殷皇子大馬路、馬統領圍及馬統領街，東北端在南灣巷與南灣大馬路交界止，長約185米，闊約14米。街道名稱是以為解決澳門在二戰時的糧食問題貢獻甚多的羅保（Dr. Pedro José Lobo）命名，而街道命名當日羅保更獲得榮譽市民稱號。

## 背景
在第二次世界大戰時，雖然澳門並未有直接捲入戰爭之中，但對當時的澳門仍構成了頗大的影響。在二戰前澳門祇有不足15萬人口，但在1937年戰爭爆發後，中國上海和香港等地的難民紛紛湧到澳門，當時來澳的除了華人外，還有相當一部份是外國人，導致澳門人口暴增，至1940年人口大幅升至40萬。時任澳門總督戴思樂（Gabriel Maurício Teixeira）為了收容他們，用盡了澳門一切可用的土地和房屋，這雖解決了他們的棲身問題，但接下來的問題更為嚴重——糧食問題。
由於人口暴增，加上當時的戰爭使對外交通不大方便，澳門的糧食供應便逐漸變得緊張。故此，二戰爆發初期澳門曾經實行糧食配給制度，不過到了1943年，糧食短缺的情況更為嚴峻——估計當時澳門每天就有約100個難民餓死街頭。而且，罪案也因此日益頻生，加上澳門偶爾也遭到炮火轟炸，這讓情況更為惡劣。為此，當時任經濟主管的佩德羅·羅保便與戴思樂總督商討對策。
佩德羅·羅保在1892年1月12日生於帝汶，四歲時隨養父定居澳門，1927年開始當公務員，後來被總督委任為經濟主管和專責處理對日本的外交事務，故當時澳門免受日本入侵，都有賴於羅保。
而為了解決澳門的糧食不足等問題，羅保便與一些宗教團體合作組織派米中心，而且也捐獻了自己的大部份財產，使澳門平穩地渡過了二戰餘下的日子，至戰事結束後，澳門人口急降回15萬。
另外，羅保又提倡文化活動，成立了音樂文化協會和綠邨電台，自此當時澳門多個界別的人士都非常支持他。後來他獲澳葡政府頒授帝國勳章和殷皇子勳章，1956年9月18日澳門市政廳召開市政會議將位於殷皇子大馬路中間的一條新闢街道命名為「羅保博士街（Rua do Dr. Pedro José Lobo）」，以紀念羅保有此功績，並於10月18日刊憲落實。在街道命名典禮中，羅保更榮獲澳門榮譽市民的稱號。
後來羅保移居香港，並於1965年10月1日在香港逝世。

## 歷史沿革及景況
這裏是1930年代南灣填海工程所產生土地，在街道成立之初，它的東北端只到達馬統領街，全長只有約150米
，後來才延長至現在的185米與南灣巷相接。此後街道上陸續出現新廈，店鋪林立。在1990年代羅保博士街被當局重新規劃為泊車區至今。

## 沿途地點
澳門國際銀行大廈
該廈位於此街與蘇亞利斯博士大馬路交界處，建於1983年，為一座樓高33層商住樓宇，在中國銀行澳門分行大廈未建成前是澳門最高的建築物，也是澳門首座外牆以反光隔熱落地玻璃鋪設的大廈，其底層是澳門國際銀行的總行。澳門國際銀行在1974年成立，1985年成為廈門國際銀行的全資附屬機構，是中國首家中外合資銀行。。
另外經濟及科技發展局、經濟發展委員會和法律及司法培訓中心的總部也設於該大樓內。
澳門廣場（舊南灣戲院）

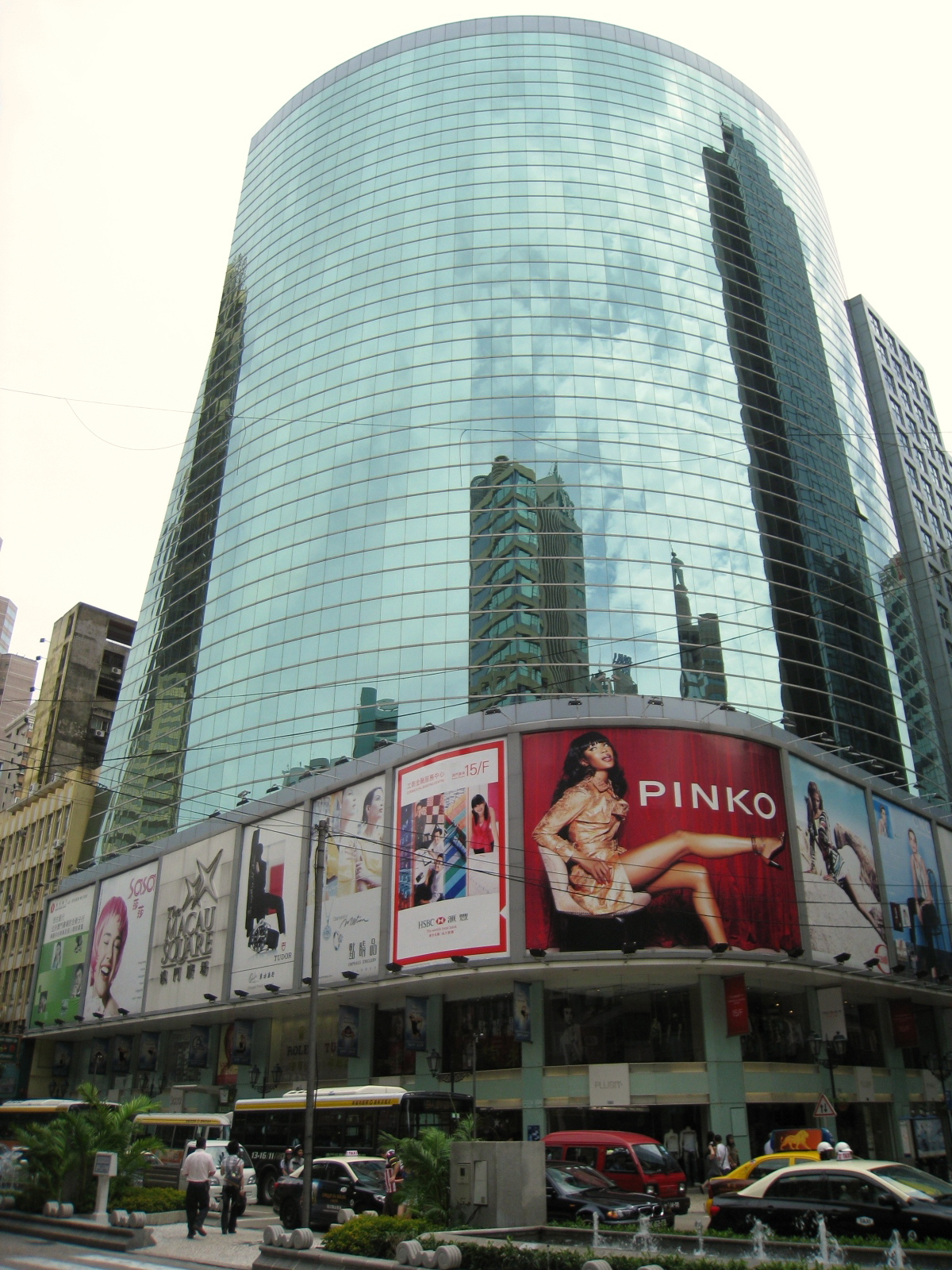
澳門廣場

被殷皇子大馬路、羅保博士街和蘇亞利斯博士大馬路圍繞的澳門廣場，原為南灣戲院的舊址。南灣戲院建成於1964年，在該年的11月20日開幕，戲院內共有約1600個座位和一個達60呎的弧形寬闊大銀幕。1990年代澳門戲院業市道不佳，南灣戲院終在1995年元旦結業。
南灣戲院結業後，原址拆卸重建為28層高的幸運神商業大廈，還設有地庫停車場。後來大廈再改建為現在的澳門廣場，地下至二樓設有購物和美食中心，三樓及以上則用作商業用途。而澳門初級法院和科技委員會的辦事處亦設於該大樓內。
其他
- 廠商會大廈

## 備註
1. ↑  當時還有葡國富商和日本駐澳官員被刺殺。
2. ↑   註: